# Wedge Tomb von Ballyhoneen

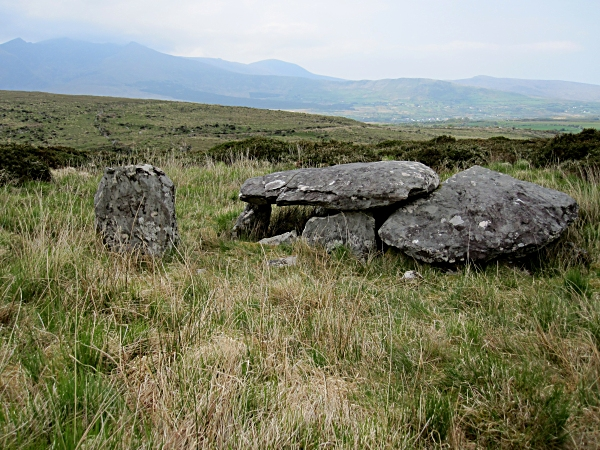
Wedge Tomb von Ballyhoneen

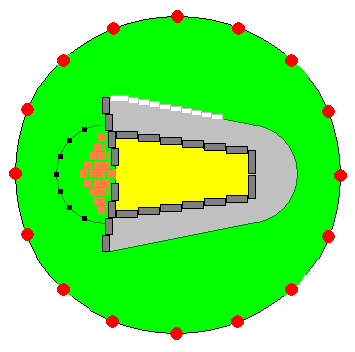
Prinzipskizze Wedge tTmb am Beispiel von Island

Das Wedge Tomb von Ballyhoneen (irisch Baile Uí Uaithnín – auch Ballyhown genannt) liegt südöstlich von Cloghane und südlich der Straße R560 unweit des River Scorid (An Scóraid), der seine Quelle im Loughadoon (Loch an Dúin) hat, nordwestlich des Weilers Sleivenagower, (Slí an gCorr) auf der Dingle-Halbinsel im County Kerry in Irland. Wedge Tombs (deutsch „Keilgräber“), früher auch „wedge-shaped gallery grave“ genannt, sind doppelwandige, ganglose, mehrheitlich ungegliederte Megalithbauten der späten Jungsteinzeit und der frühen Bronzezeit.
Das große Wedge Tomb liegt auf dem höchsten Punkt eines niedrigen Bergrückens. Es besteht aus einer schmalen keilförmigen Galerie, die durch zwei große überlappende Decksteine bedeckt wird. Es ist etwa 4,0 m lang, im Westen 1,5 und im Osten 1,1 m breit. Der Endstein fehlt. Zwei Steine der Außenmauer sind auf der Nordseite und einer auf der Südseite vorhanden, während ein Stein am Westende der Galerie der Tragstein des oberen Deckstein ist. Das Wedge Tomb ist teilweise von Torf begraben und die Kammer ist gelegentlich bis zu einer Tiefe von 0,2 m mit Wasser gefüllt. Judith Cuppage bemerkte 1986, dass drei der Steine der Galerie Felsritzungen tragen. Sie bestehen aus 12 flachen Schälchen (cups), zwei unsicheren cups, einem einzelnen Schälchen mit Ring und einem Ring mit einer querenden Rille.
In der Nähe stehen drei Menhire sowie ein Steinpaar.